# ماتيوس أليساندرو
ماتيوس أليساندرو هو لاعب كرة قدم برازيلي في مركز الوسط، ولد في 10 يوليو 1996 في ريو دي جانيرو في البرازيل. لعب مع نادي فلومينينسي.

## وصلات خارجية
- ماتيوس أليساندرو على موقع قاعدة بيانات كرة القدم.إي يو (الإنجليزية)
- ماتيوس أليساندرو على موقع Soccerway.com (الإنجليزية)